# Watsons Bay
Watsons Bay è un sobborgo costiero di Sydney in Australia.

## Geografia fisica
Watsons Bay sorge sull'estrema propaggine della penisola del Capo Meridionale, delimitata a ovest dalla Baia di Sydney e a est dal Mar di Tasman. Si trova a circa 11 chilometri a nord-est del CBD di Sydney.

## Monumenti e luoghi d'interesse
- Faro Hornby